# Gastrisk bypass

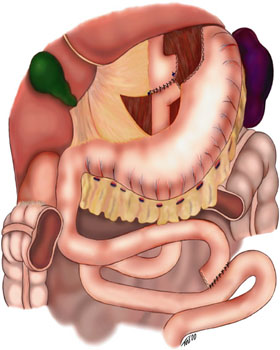
Gastrisk bypass.

Gastrisk bypass (gastric bypass, GBP) är ett operativt ingrepp för viktminskning, där största delen av magsäcken och en del av tunntarmen kopplas bort, så att maten inte passerar dessa delar. Den lilla kvarvarande delen av magsäcken kopplas till tunntarmen.

## Historik
Den ökade förekomsten av övervikt och fetma är ett stort samhällsproblem med många följdsjukdomar, däribland hjärt- och kärlsjukdomar, högt blodtryck och diabetes. Övervikt definieras genom att räkna ut BMI (kroppsmasseindex).
Gastrisk bypass introducerades som metod på 1990-talet. Dessförinnan använde man sig mer av vertikalt bandad gastroplastik, där man opererade in ett elastiskt band runt magsäcken. Andra metoder är gastrisk sleeve som också används vid måttlig fetma och duodenal switch som används vid mycket högt BMI.

## Kriterier
Vanliga kriterier för fetmaoperation så som gastrisk bypass är att personen har ett BMI på 35 eller högre, tidigare har försökt gå ner i vikt med medicinsk övervakning – till exempel med kost, motion, läkemedel – men inte ha lyckats bibehålla viktminskningen, och att personen ska vara villig att göra ett livslångt åtagande för uppföljning och att följa omfattande kost- och motionsanvisningar samt medicinska anvisningar.
Personer som ska genomföra en sådan operation träffar först en dietist där denne får lära sig hur man ska äta efter operationen.

## Genomförande
Operationen genomförs vanligen genom titthålskirurgi men kan också göras genom öppen kirurgi där man öppnar buken mellan bröstbenet och naveln eller. En liten ficka i övre delen av magsäcken sys av till en storlek av cirka 10–20 ml (det vill säga 1–1,5 matsked stor). Därefter kapas tunntarmen av och sys fast vid den nya magsäcksfickan. Tolvfingertarmen sys sedan fast cirka 1–1,5 meter ned efter tunntarmen. Operationen tar normalt en knapp timme, till maximalt 3 timmar, att genomföra.
Den opererade kan gå hem när vätskeintaget är tillräckligt. För de flesta innebär det 1–2 dygn efter operation. Man måste då klara av att dricka och tillgodogöra sig minst 1,5 liter vätska per dygn. Kostråden skiljer sig mycket beroende på vilket sjukhus som opererar. En sjukskrivningsperiod på två till fyra veckor är normal. Den första veckan kommer personen att vara stel och öm i operationsärren.

## Bieffekter och komplikationer

### Komplikationer
Ibland kan läckage uppstå från magsäck och ut i bukhålan varpå ett nytt ingrepp krävs. Som vid alla operationer finns en infektionsrisk.
Dödligheten efter operation ligger på 0,08 % räknat på en 90-dagarsperiod efter ingreppet.
Vid operationen nybildas fickor och slitsar mellan omdragna tarmsegment. Om tarmslingor letar sig in i dem kan det ge upphov till akuta tarmstopp (akuta buksmärtor, kräkningar) som kan behöva opereras akut.
Efter operationen frånrådes att använda NSAID (antiinflammatoriska smärtlindrande medel, till exempel acetylsalicylsyra, diklofenak, ibuprofen och naproxen), eftersom risken för magsår är stor.

### Bieffekter
De vanligaste bieffekterna uppstår då en opererad person ätit för fort eller tuggat maten dåligt. Då kan illamående och kräkningar uppstå. Även så kallad dumpning kan uppstå. Det är ofarligt men obehagligt och uppstår då maten kommit ner för fort i tunntarmen. Dumpning yttrar sig genom yrsel, kallsvettningar och ökad hjärtfrekvens. Diarréer kan uppstå då för fet mat har ätits. Efter en tids viktnedgång kan hudveck av överskottshud uppstå. Denna överskottshud kan avlägsnas kirurgiskt vilket normalt diskuteras med läkare efter cirka två år.

## Efter operationen
Efter operationen går det endast att äta mycket små portioner, ungefär 1,5–2 deciliter mat per portion; vikten rasar därför fort. Den kvarvarande delen av magsäcken som mat passerar genom är liten som en tändsticksask efter gastrisk bypass-operation.
I Sverige är genomsnittliga kroppsvikten ungefär 125 kg vid operation. Två år efter operationen år ses en genomsnittlig viktnedgång på ungefär 40 kg. Från 5 år till 10 år efter operationen ses i genomsnitt en viktuppgång, även om den totala viktnedgången fortfarande då är en fjärdedel av ursprungsvikten.
Det är viktigt att äta rätt och på jämna tider under dagen. Mellan de vanliga måltiderna ska mellanmål intas. Det är också viktigt att maten tuggas väl. Eftersom näringsupptaget till viss del minskas, måste den opererade också äta oftare än en icke-opererad, åtminstone till att börja med. Kosttillskott krävs efter operation för att tillgodose näringsintaget.
Gastrisk bypass anses vara den effektivaste, och över tid den hållbaraste, metoden för viktreduktion. Fördelarna är ett bättre och hälsosammare liv och att samhällskostnaderna minskar kan då dyrbar vård för fetmarelaterade sjukdomar i stor utsträckning elimineras.